# 司馬承禎

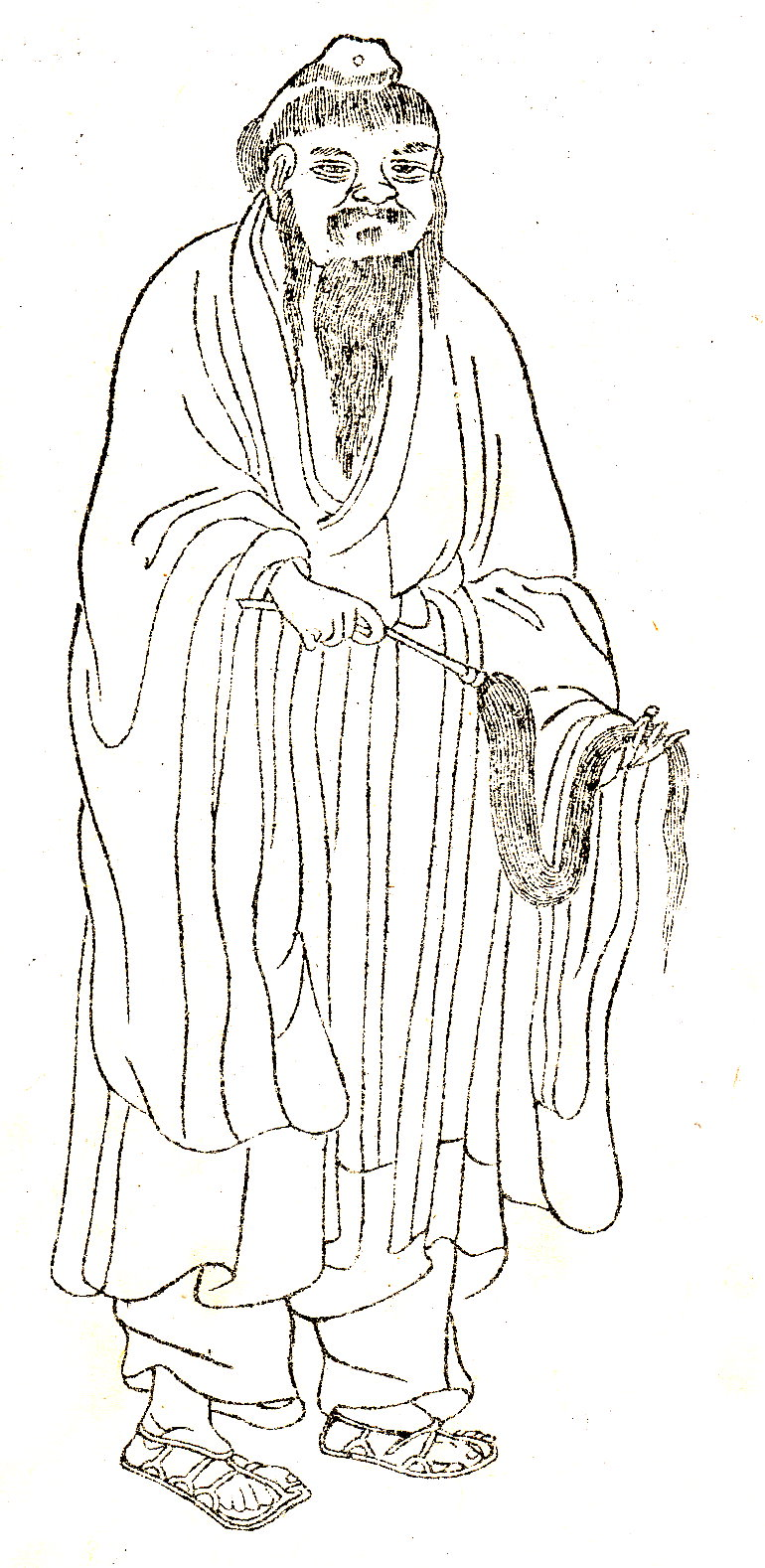
司馬承禎・『晩笑堂竹荘畫傳』より

司馬 承禎（しば しょうてい、643年 - 735年）は、唐の玄宗の時の著名な道士。茅山派・第12代宗師。晋の宣帝司馬懿の弟の子孫。高祖父は司馬裔。曾祖父は司馬翃。祖父は司馬晟。父は司馬寔（字は仁最）。兄は司馬承祐・司馬承禕。

## 経歴
字を子微といい、潘師正に師事し、辟穀・導引（気功）の術に精通していたという。諸国の名山を遊歴した後、天台山に庵を構えて住んでいた。721年に玄宗皇帝から宮中に迎え入れられ、帝に親しく法籙（道士としての資格）を授けた。天台山に桐柏観と王屋山に陽台観を、そして五嶽に真君祠を建立したのは承禎の進言によるという。737年に道士を諫議大夫という大役に任命し、741年には崇玄学という道教の学校を設置し、その卒業生が科挙の及第者と同等に官吏となれるようにしたなど、政治に道教が深く関わるようになったのは、玄宗に対する承禎の影響力を物語る。篆書、隷書に通じ、玄宗の命を受けて『老子』の校訂にも携わった。八十九歳で没し、銀青光禄大夫の官を贈られ、諡号を「貞一先生」と賜った。。

## 業績
陳子昂・李白・孟浩然・宋之問・王維・賀知章などと交遊があり、『坐忘論』・『天隠子』・『服気精義論』・『道体論』などを著した。彼の学識は老子・荘子に精通し、その思想は「道禅合一」を特徴とし、それまでの道教が煉丹・服薬・祈祷を中心としたものだったのを、修養を中心としたものへと転換した。こうした迷信・神秘からの脱却傾向は弟子の呉筠へと引き継がれた。
1. ↑  『新唐書』巻一百九十六　伝第一百二十一　隠逸伝の司馬承禎伝による。『金石録』に載せる『貞一先生廟碑』では、「尊師、諱は子微、字は承禎」とする。
2. ↑  『新唐書』司馬承禎伝に「事潘師正，傳辟穀道引術，無不通。」とある。
3. ↑  『新唐書』司馬承禎伝に「善篆、隸，帝命以三體寫老子，刊正文句。」とある。
4. ↑  『新唐書』司馬承禎伝に「卒，年八十九，贈銀青光祿大夫，謚貞一先生，親文其碑。」とある。